# ロブ・ハーディ
ロブ・ハーディ（Rob Hardy B.S.C.、1972年 - ）は、イギリスの撮影監督。
ロンドン・バーキング出身。
ミュージックビデオやCM、短編映画の撮影を数多くこなした後、長編映画の撮影に転身、主にアレックス・ガーランド監督作品の撮影を手がけている。
2008年、映画『BOY A』で英国アカデミー賞テレビ部門撮影・照明賞（フィクション/エンターテイメント部門）を受賞した。

## 主な作品
- BOY A Boy A (2007)
- レッド・ライディングI:1974 Red Riding: In the Year of Our Lord 1974 (2009) テレビ映画
- おじいさんと草原の小学校 The First Grader (2010)
- ブリッツ Blitz  (2011)
- シャドー・ダンサー Shadow Dancer (2012)
- ブロークン Broken (2012)
- エレン・ターナン 〜ディケンズに愛された女〜 The Invisible Woman (2013)
- シークレット・デイ Every Secret Thing (2014)
- 戦場からのラブレター Testament of Youth (2014)
- エクス・マキナ Ex Machina (2014)
- 姉と過ごした最後の夏 Euphoria (2017)
- アナイアレイション -全滅領域- Annihilation (2018)
- ミッション:インポッシブル/フォールアウト Mission: Impossible - Fallout (2018)
- DEVS/デヴス Devs (2020) テレビミニシリーズ
- MEN 同じ顔の男たち Men (2022)
- マン・フロム・トロント The Man from Toronto (2022)
- ブック・オブ・クラレンス 嘘つき救世主のキセキ The Book of Clarence (2023)
- シビル・ウォー アメリカ最後の日 Civil War (2024)
- Supergirl (2026)[2][3]
- Clayface（2026）
- Blade Runner 2099 (TBA) テレビドラマ